# CD Dragón
Club Deportivo Dragón – salwadorski klub piłkarski z siedzibą w mieście San Miguel, stolicy departamentu San Miguel. Występuje w rozgrywkach Primera División. Domowe mecze rozgrywa na obiekcie Estadio Juan Francisco Barraza.

## Osiągnięcia

### Krajowe
- Primera División

| zwycięstwo (3):     | 1951, 1953, 2016 (C) |
| drugie miejsce (3): | 1954, 1955, 2014 (C) |

## Historia
Klub został założony we wrześniu 1939. Nie istniała jeszcze wówczas ogólnokrajowa liga salwadorska, więc drużyna reprezentowała miasto San Miguel w rozgrywkach piłkarskich wschodniego regionu Salwadoru. Zespół rozgrywał swoje mecze domowe na obiekcie Estadio Félix Charlaix. Kilka lat później powstała krajowa liga Primera División, do której Dragón dołączył w drugiej połowie lat 40. XX wieku. Największe sukcesy klub odnosił w lat 50., kiedy to był jednym z czołowych w lidze, dwukrotnie zdobywając mistrzostwo Salwadoru (1951, 1953) i wicemistrzostwo Salwadoru (1954, 1955).
W drugiej połowie lat 50. XX wieku popularność i znaczenie drużyny Dragón zaczęło stopniowo maleć po powstaniu z inicjatywy lokalnych przedsiębiorców profesjonalnego zespołu piłkarskiego pod szyldem CD Águila, innego klubu z San Miguel. Águila pozyskała czołowych piłkarzy Dragón, oferując im korzystniejsze warunki i szybko dołączyła do grona najlepszych zespołów w Salwadorze. Początkowo Dragón był uznawany za drużynę masową, zaś z Águilą sympatyzowała klasa wyższa, lecz z czasem to Águila stała się najpopularniejszym zespołem wśród mieszkańców San Miguel. W tamtym okresie obydwa kluby przeniosły się na nowo powstały Estadio Migueleño (później przemianowany na Estadio Juan Francisco Barraza). W 1964 roku Dragón spadł do drugiej ligi salwadorskiej.
W kolejnych dekadach Dragón balansował pomiędzy pierwszą i drugą ligą salwadorską. Do najwyższej klasy rozgrywkowej powrócił w 1977 roku i spędził w niej kolejne cztery lata (1977–1981). Trzeci pobyt klubu w pierwszej lidze miał miejsce w latach 1989–1991, a czwarty w latach 1995–2003. W 2013 roku Dragón po raz kolejny awansował do Primera División i niedługo potem zdobył tytuł mistrza Salwadoru (Clausura 2016), pierwszy w historii klubu od 63 lat. Dzięki temu sukcesowi drużyna zagrała w międzynarodowych rozgrywkach Ligi Mistrzów CONCACAF (odpadła w fazie grupowej). Po pięciu latach gry w Primera División (2013–2018) zespół spadł do drugiej ligi, by powrócić na najwyższy szczebel w 2022 roku.  

### Rozgrywki międzynarodowe
| Sezon     | Rozgrywki              | Runda        | Klub               | Dom | Wyjazd | Ogólnie    |
| --------- | ---------------------- | ------------ | ------------------ | --- | ------ | ---------- |
| 2016/2017 | Liga Mistrzów CONCACAF | Faza grupowa | Portland Timbers   | 1:2 | 1:2    | 3. miejsce |
| 2016/2017 | Liga Mistrzów CONCACAF | Faza grupowa | Deportivo Saprissa | 0:0 | 0:6    | 3. miejsce |